# Збагачення корисних копалин за формою, тертям, пружністю і міцністю мінеральної сировини

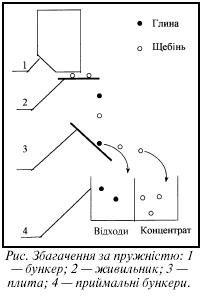

Збагачення корисних копалин за формою, тертям, пружністю і міцністю мінеральної сировини (рос. обогащение полезных ископаемых по форме, трению, упругости и прочности минерального сырья, англ. minerals preparation by form, friction, resiliency and durability of mineral raw materials; нім. Aufbereitung f der Bodenschätze pl nach der Form f, Reibung f, Elastizität f und Festigkeit f) — спеціальні допоміжні методи збагачення корисних копалин. Найбільш відомі такі засоби для їх реалізації:
- — пастки із загостреними колосниками (списи або ріжечки) для розділення за формою;

- — сепаратори тертя листового та стрічкового типу;

- — інерційні тарілчасті сепаратори.

Галузь застосування цих методів збагачення вельми обмежена. Зокрема вони використовуються для видалення з вугілля пласких шматків вуглистого сланцю.